# Paractaea secundarathbunae
Paractaea secundarathbunae är en kräftdjursart som beskrevs av Danièle Guinot 1969. Paractaea secundarathbunae ingår i släktet Paractaea och familjen Xanthidae. Inga underarter finns listade i Catalogue of Life.